# Brad Renfro
Brad Barron Renfro (25. července 1982 Knoxville – 15. ledna 2008 Los Angeles) byl americký herec. Svou první velkou roli ve filmu Nebezpečný klient dostal v roce 1994. Později hrál v řadě dalších filmů. Koncem roku 2007 pracoval na filmu Informátoři. Jde o jeho poslední roli; v lednu 2008 zemřel ve svých pětadvaceti letech na předávkování heroinem.

## Filmografie (výběr)
- Nebezpečný klient (1994)
- Lék (1995)
- Spáči (1996)
- Lhaní po americku (1997)
- Nadaný žák (1998)
- Vynechané stránky (2000)
- Šikana (2001)
- Šílenci na táboře (2001)
- Přízračný svět (2001)
- Svěrací kazajka (2005)
- Kořeny mafie (2006)
- Informátoři (2008)